# Чарлс Симони
Чарлс Си́мони (на английски: Charles Simonyi), роден като Ка́рой Ши́мони (на унгарски: Simonyi Károly) – роден на 10 септември 1948 г. в Будапеща, (Унгария). Ръководител на компанията Intentional Software Corporation. Участник в два космически полета с руските космически кораби Союз ТМА и Международната космическа станция. Създател на „унгарската нотация“, вид код конвенция в програмирането.

## По-важното от биографията му
- По време на средното си образование рабатил като нощен пазач в компютърна лаборатория. Така започнал да се интересува от компютри и програмиране. До завършване на училище разработва и съставя самостоятелно програми.
- През 1966 г. Симони се премества в Дания, където работил като програмист в компанията A/S Regnecentralen в Копенхаген.
- През 1968 г. заминава да учи в САЩ.
- От 1972 до 1980 г. работи в Xerox Palo Alto Research Center (PARC), където се занимава с разработката на текстовия редактор Bravo, първия редактор, работещ на принципа WYSIWYG (what you see is what you get – каквото виждаш, това и получаваш), която е в пълно съответствие на изображението на екрана и разпечатката.
- От 1981 г. работи в корпорацията Microsoft, където взема участие в разработката на програмните продукти Microsoft Excel, Multiplan, Word и други.
- През 1982 г. получава американско гражданство.
- От 1991 г. работи като старши специалист в отдела по архитектура Advanced Technology компании Microsoft Research (Редмънд, щат Вашингтон).
- През август 2002 г. напуска от корпорацията Microsoft и заедно с професор Грегор Кицалеш (Gregor Kiczales) основал компанията Intentional Software Corporation.

## Образование и научни звания
- През 1972 г. завършва Калифорнийския университет в Беркли (University of California at Berkeley) и получава степента бакалавър по машиностроене и техническа математика.
- През 1976 г. в Станфордския университет (Stanford University) получава степента доктор (Ph.D.) по изчислителна техника.

## Космически туризъм
Симони – петия и седмия космически турист (2007, 2009). Първия двукратен космически турист.

## Личен живот
- Жена (от декември 2008 г.) – Лиза Персдотер (Lisa Persdotter), гражданка на Швеция, фотомодел. Брачният му договор, сключен с нея, освен всичко друго има клауза за забрана да лети за трети път в космоса.[1]
- Брат – Томаш Шимони.

## Радиолюбителска дейност
Чарлс има две радиолюбителски позивни – KE7KDP  и HA5SIK.